# František Xaver Krumlovský
František Xaver Krumlovský, též Franz Kronau (12. listopadu 1817 Praha - 30. července 1875 Prostějov) byl český divadelní herec, vlastenec a přítel Josefa Kajetána Tyla. Vystřídal bezpočet divadelních společností, českých i německých. Hrál v kamenných divadlech (dva roky byl například členem českého souboru pražského Stavovského divadla), s kočovnými společnostmi i s potulnými komedianty. 

## Život

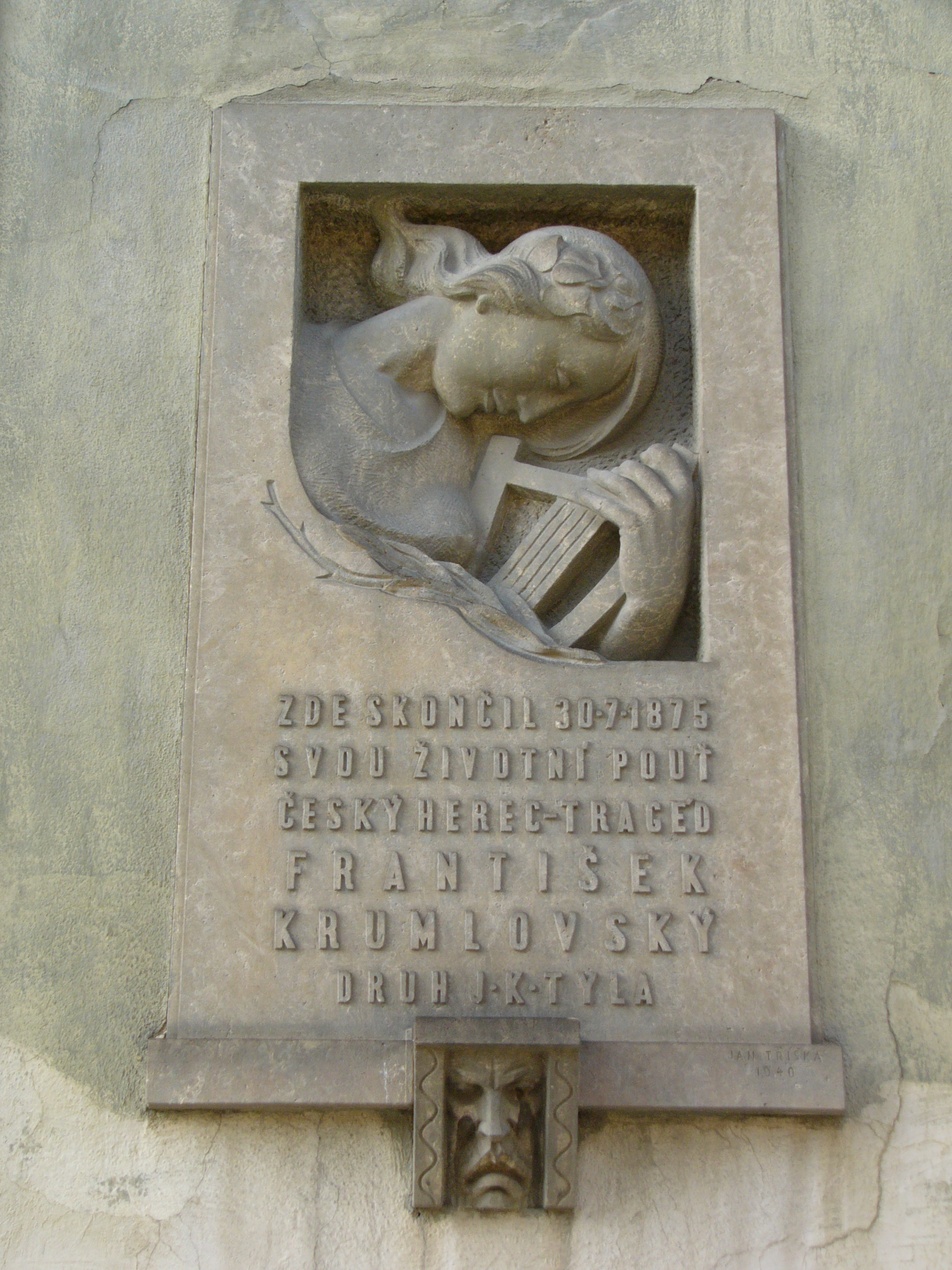
Pamětní deska na budově bývalého kláštera Milosrdných bratří ve Svatoplukově ulici v Prostějově. Autorem pamětní desky je sochař Jan Tříska. Deska byla odhalena 29. prosince 1940.

Narodil se v pražské měšťanské rodině, měl ještě dva bratry a sestru. Otec ho dal na studie, ale v patnácti letech ze školy utekl k divadlu. Stal se sboristou opery v  Salcburku a zdokonaloval se ve zpěvu.  Od roku 1836 hrál tři roky v menších divadlech v Bratislavě, kde se stal známým pod uměleckým jménem Franz Kronau. S divadelními soubory putoval po Uhrách a Moravě. V tomto období prožil nešťastnou lásku k mladé začínající kolegyni.  Potom účinkoval ve Vídni a Řezně, jeho přáním však bylo hrát v českém divadle. Když v roce 1842 vznikla v Praze česká scéna,  Krumlovský opustil angažmá v Řezně a stal se členem nového souboru. 18. prosince 1842 vystoupil s velkým úspěchem v hlavní roli v Hraběti Beňovském. Účinkoval v dalších hrách,  často hrál role hrdinů a prvních milovníků, k nimž byl fyzicky disponován. Jeho popularita vzrůstala až do doby, kdy se v Praze objevila jeho bývalá láska. Milostné problémy začal řešit pomocí alkoholu, což se projevilo v nespolehlivosti  a střídavé úrovni  jeho hereckých výkonů na jevišti. Strhující kreace  střídal s bouřlivými opileckými recidivami, jimiž ničil celá představení. Postupně ztrácel přízeň obecenstva i kritiky. V polovině roku 1844 bylo uvádění českých her v Praze zastaveno a Krumlovský odešel hrát do Německa.  Svou slibnou kariéru utápěl v alkoholu a tuláckém životě, pro své arogantní vystupování si nedokázal udržet stálé angažmá. 
V srpnu 1849 se vrátil do Prahy, kde vzniklo nové české divadlo v bývalé usedlosti Pštrosska na Vinohradech. Krumlovský vystoupil v roli Víta ve hře J.K.Tyla Slepý mládenec. Znovu si získal obecenstvo svým zjevem i uměním.  V listopadu 1850 poprvé zahrál ve Stavovském divadle slepého hrdinu v Kolárově hře Žižkova smrt. Ovace publika nebraly konce a nakonec přerostly v demonstrace, po kterých byla hra zakázána.  Českému divadlu byly zrušeny subvence a nejlepší herci byli vypovězeni z Prahy. Tyl si založil  vlastní společnost, která cestovala po českém venkově. Krumlovský byl jejím hlavním hercem. V Klatovech byl po incidentu s vládním komisařem odsouzen ke dvěma dnům vězení a potom zmizel někde v Německu. 
Další zprávy o jeho životě jsou kusé, objevoval se v různých kočovných společnostech. V roce 1853 byl společně s Tylem krátce u Štanderovy společnosti, na počátku roku 1854 v Plzni u Prokopovy společnosti. V roce 1856 jezdil po jižních Čechách  společně s Tylem u Zöllnerovy společnosti.  Po Tylově smrti Krumlovský  vystoupil v Plzni v několika představeních. Velké úspěchy slavil v titulní roli Břetislava  Ebertovy činohry Břetislav a Jitka. Vystoupil s Biedermannovou kočovnou společností v Litovli. Postupně však stále více podléhal alkoholu, střídal různé kočovné společnosti nebo vystupoval sám po hospodách. Naposledy účinkoval u kočovných loutkářů a v roce 1875 se vydal hledat práci v Německu. V červenci byl přivezen do nemocnice milosrdných bratří v Prostějově, poté, co byl nalezen v příkopu na cestě u Polkovic. Krátce na to zemřel na zápal plic ve věku 58 let.  Byl pohřben na tamním hřbitově. Zůstala po něm provázková brašna obsahující různé kuplety, vlastenecké deklamace a kousek líčidla. Jeho památku připomíná pamětní deska na budově kláštera i název jedné prostějovské ulice.
Jeho portrét se nedochoval. Údajně měl pohlednou mužnou tvář, vysokou, urostlou postavu a zvučný, příjemný hlas. Podle spisovatele a novináře Jakuba Arbesa byl František Krumlovský jedním z nejlepších umělců své doby, který mnohokrát prokázal svůj talent a zasloužil si místo mezi lidmi, kteří ve své době „pozornost veřejnosti upoutali“. Označil jej za „nejgeniálnějšího herce 19. století“.